# Ligne C-1 (Cercanías Bilbao)
La Ligne C-1 de Renfe Cercanías est parcourue par trois lignes de Renfe Cercanías Bilbao et appartient à l'ancien chemin de fer de Bilbao à Portugalete et Triano (Ferrocarril de Bilbao Portugalete et Triano). La ligne commence dans la gare de Bilbao-Abando et arrive à celle de Santurtzi, comprenant dans le trajet les communes de Bilbao, Barakaldo, Sestao, Portugalete et Santurce (Santurtzi en euskara). Cette ligne dispose au total de 14 gares, qui pourraient devenir 15 avec la mise en service de la gare de Puente Colgante (pont transbordeur, plus connu comme pont de Biscaye).
Circulent dans cette ligne, outre les trains de cercanías, des marchandises à destination du port de Bilbao, auquel on accède par une voie qui commence entre les gares de Peñota et de Santurtzi, à la fin de la ligne.

## Histoire
Le chemin de fer de Bilbao-Portugalete a inauguré la première section le 19 mars 1888 entre la capitale de Bilbaïenne et le Désert. Le 24 septembre de cette même année on a complété la ligne jusqu'à Portugalete (17 km). Plus tard, le 21 décembre 1926, il a été prolongé jusqu'à Santurtzi et sa voie vers le port. Bien qu'au début elle ait été pensée pour le transport de marchandises, les services de Cercanias ont été implantés quelques années après que la ligne ait été complétée. Ce trajet pour passagers se faisait jusqu'à ce jour avec le Tramway Bilbao - Santurtzi par un tracé semblable, provoquant ainsi la disparition de cette ligne de tramway.

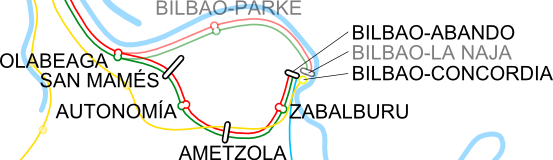
Carte de la Variante Sud Ferroviaire.

La ligne C-1 de Cercanías unissait dans ses débuts la gare de Bilbao - La Naja avec l'ancienne gare de Santurtzi, en traversant toute la rive gauche de la Ría de Bilbao, rendant ainsi service aux travailleurs des industries et des usines de Sestao et de Barakaldo.
Avec l'inauguration du Musée Guggenheim de Bilbao en 1997, on rebaptisa la gare Bilbao - Parke par Bilbao - Parke/Guggenheim.
Plus tard, grâce au travail de la société Bilbao Ría 2000, on a inauguré la première phase de la Variante Sud Ferroviaire, en changeant le tracé de la ligne entre les gares d'Olaveaga et Bilbao - la Naja. Ainsi, on a ouvert durant l'année 2000 les gares de San Mamés, Autonomía, Ametzola et Zabalburu, on a modifié la gare d'Olaveaga, et la gare terminale des trains de Cercanías est devenue la gare de Bilbao-Abando, où arrivent aussi des trains longue distance, ainsi que les Cercanías de la Ligne C-3 (Bilbao-Abando/Orduña).
Avec cette grande inauguration de la Variante Sud Ferroviaire on a fermé la gare de Bilbao - La Naja et on a créé la Ligne C-4, entre les gares d'Olaveaga et de Bilbao - Parke/Guggenheim. Peu de temps après, cette gare de Bilbao - La Naja sera fermée ainsi que la ligne C-4.
Durant l'année 2002, on a profité d'une partie du tronçon de voies de la Ligne C-4 pour desservir la première ligne d'EuskoTran, la Ligne A, au Tramway de Bilbao.
Un an plus tard, la nouvelle gare de Santurtzi était inaugurée par Bilbao Ría 2000 près de la gare précédente. Grâce à cette ré-inauguration, l'espace qu'occupait l'ancienne gare de Renfe à Santurtzi est utilisé comme parking, bien que celui-ci disparaisse pour une extension du parc central. En outre, avec le parking on a construit un réservoir de retenue des eaux d'orages, de 12 000 m3, pour éviter les inondations du parc central par les pluies.
En 2004 on a construit l'échangeur de San Mamés, en le reliant ainsi avec les lignes du Métro de Bilbao, d'EuskoTran et Termibus.
La future Variante sud ferroviaire de marchandises de Bilbao impliquera la suppression de la majorité de trains de marchandises par cette ligne en améliorant les fréquences, bien qu'il ne soit pas prévu que cette ligne s'adapte aux trains de passagers puisque la ligne continuera à être utilisée certains par des trains de marchandises pour ArcelorMittal de Sestao et comme tracé alternatif en cas de problèmes dans la variante mentionnée.

## Prochaines extensions et travaux
- Barakaldo : On enterre la ligne entre la gare et le Pont de Róntegi. On reconstruira la gare. On construira un bâtiment qui logera la gare, ainsi qu'un centre commercial et de loisir.

- La Iberia : On reclassera la gare pour desservir le nouveau Musée de la Sidérurgie qui sera construite dans le haut fourneau qui reste debout.

- Portugalete : On enterrera la gare, on construira une galerie commerciale de six étages et des élévateurs communiqueront avec la rue Sotera de la Mier avec la gare.

- Pont Suspendu : On projette la possibilité de construire une nouvelle gare à Portugalete, avec le  Pont transbordeur, entre les gares de  Peñota  et  Portugalete , qui agira comme nœud entre Renfe Cercanías et le pont transbordeur de Biscaye. Le tronçon entre Peñota et Portugalete traverse un tunnel, qui a l'espace libre nécessaire pour pouvoir construire une halte avec le pont transbordeur, puisque dans le projet initial de la ligne on avait déjà établi une gare située près du pont.

- Lutxana : On reclassera la gare pour desservir le nouveau noyau avec les futures tours  Sefanitro ce qui pourrait provoquer la construction d'une autre gare dans le quartier de Burceña.

- Urbinaga : On étudie la possibilité de construire une gare dans ce quartier de Sestao qui sert de nœud entre le métro de Bilbao et Renfe Cercanías et dans un futur proche avec le Tramway UPV - Leioa - Urbinaga. L'arrêt se situera entre celui de Barakaldo et celui de Sestao, bien qu'on prévoie que cet arrêt remplace celui de Sestao faisant que celui de La Iberia passe par Sestao ou La Iberia-Sestao.

## Voir également
- Renfe Cercanías Bilbao
- Bilbao Ría 2000